# Строитель (стадион, Мурманск)
Спортивный комплекс «Строи́тель» — стадион в городе Мурманске, Россия. Трибуна стадиона вмещает 5000 зрителей. На стадионе свои домашние матчи проводит команда по хоккею с мячом «Мурман». Сооружение предназначено для проведения матчей по футболу (в летний период) и хоккею с мячом (в зимний). 
В спортивном комплексе имеются тренажёрный зал, теннисный корт, каток для массового катания (зимой), кафе.

## Адрес
- 183038, Мурманская область, г. Мурманск, ул. Воровского, д. 15-а.